# Malauzat
Malauzat ist eine französische Gemeinde mit 1.160 Einwohnern (Stand: 1. Januar 2022) im Département Puy-de-Dôme in der Region Auvergne-Rhône-Alpes. Die Gemeinde gehört zum Arrondissement Riom und zum Kanton Châtel-Guyon (bis 2015: Kanton Riom-Ouest).

## Lage
Malauzat liegt etwa sechs Kilometer südwestlich von Riom und etwa acht Kilometer nordnordwestlich von Clermont-Ferrand in der alten Kulturlandschaft der Limagne. Umgeben wird Malauzat von den Nachbargemeinden Enval im Norden, Mozac im Nordosten, Marsat im Osten und Nordosten, Châteaugay im Osten, Blanzat im Süden und Südosten, Sayat im Südwesten sowie Volvic im Westen und Nordwesten.

## Weblinks

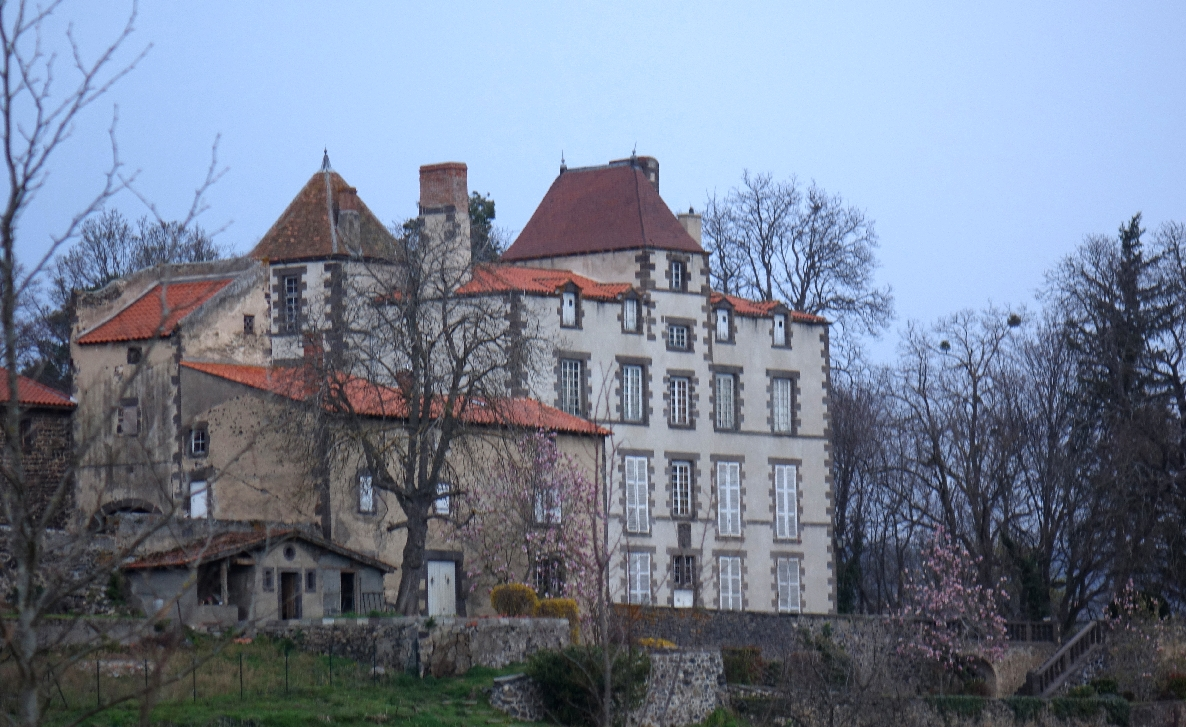
Schloss Saint-Genès-l'Enfant

## Bevölkerungsentwicklung
| Jahr                       | 1962 | 1968 | 1975 | 1982 | 1990 | 1999 | 2008 | 2013 |
| Einwohner                  | 254  | 305  | 382  | 488  | 779  | 895  | 1021 | 1112 |
| Quellen: Cassini und INSEE |      |      |      |      |      |      |      |      |

## Sehenswürdigkeiten
- Schloss Saint-Genès-l'Enfant